# Inopeplus jugularis
Inopeplus jugularis es una especie de coleóptero de la familia Salpingidae.

## Distribución geográfica
Habita en América Central.